# Dream Boy (personaggio)
Rol Purtha, noto anche come Dream Boy, è un personaggio immaginario dei fumetti, un supereroe della DC Comics e proviene dal pianeta Naltor. Comparve per la prima volta in Supergirl and the Legion of Super Heroes n. 18 nel quartier generale della Legione dei Super-Eroi poco dopo la morte del suo predecessore, Dream Girl, presumibilmente sotto la carica di Alto Profeta di Naltor. Tuttavia, fece un commento criptico sul fatto che egli non fosse stato inviato da Naltor.

## Biografia del personaggio
Dream Boy, così come Brainiac 5, ricevette una visita da Dream Girl in sogno. Gli fu detto che la Legione avrebbe utilizzato un potente proiettore della Zona Fantasma, costruito da Brainiac 5 e consegnato da Mon-El, come mossa finale nella lotta ai Dominatori. Su domanda di Cosmic Boy, Dream Boy disse ai Legionari e ai Wanderers che Brainiac 5 avrebbe costruito una bomba per uccidere i Dominatori. Le uniche persone a sapere la verità al riguardo di una "bomba" furono Brainiac 5, Cosmic Boy, Dream Boy e Phantom Girl.
Dream Boy fu il primo a rivelare ai Legionari la nuova esistenza di Dream Girl nel Sogno, e fu considerato esonerato dalla squadra in Legion of Super Heroes vol. 5 n. 39.

## Poteri e abilità
Dream Boy possiede l'abilità di vedere il futuro nei sogni. Tuttavia, come seconda classe di premonitore, prevede gli eventi che avverranno entro poche ore dalla predizione. Anche se può focalizzare la sua visione sugli oggetti, come la predizione dei codici di sicurezza di Brainiac 5.